# Old (Danny Brown)
Old è il terzo album del rapper statunitense Danny Brown, pubblicato l'8 ottobre 2013 e distribuito da Fool's Gold. Partecipano al disco Freddie Gibbs, Schoolboy Q, Ab-Soul e ASAP Rocky.
Su AnyDecentMusic? l'album è votato con 8.3 su 10, mentre sul sito Metacritic ottiene un punteggio di 83/100 basato su 30 recensioni.
Il disco ottiene il plauso universale da parte della critica, venendo anche inserito in diverse liste dei migliori album dell'anno.

## Ricezione
| Recensione           | Giudizio |
| -------------------- | -------- |
| AllMusic             | [ 1 ]    |
| RapReviews           | [ 4 ]    |
| Pitchfork            | [ 5 ]    |
| XXL                  | [ 3 ]    |
| Vice                 | A−       |
| Entertainment Weekly | A−       |
| Sputnikmusic         | [ 3 ]    |
| Spin                 | [ 8 ]    |
| Rolling Stone        | [ 9 ]    |
| NME                  | [ 10 ]   |

Old ha ricevuto ampi consensi da parte della critica. Aaron Matthews di Exclaim! scrive che «Old è un album post-fama fatto bene, consapevole delle aspettative e delle potenziali critiche, Danny ha raddoppiato ciò che lo rende grande invece di svendersi. Invecchia con grazia.» L'autore musicale Dan Jackson di XXL afferma: «in un anno dove i rapper veterani nel mainstream (Jay Z, Kanye West) e nell'underground (J-Zone, Ka) affrontano il concetto della propria moartalità con vari gradi di onestà e profondità, Old potrebbe essere ancora il più impressionante. Brown mostra vero coraggio nella propria volontà di fondere il sacro con il profano [...] il vecchio con il nuovo. [...] Brown sembra meno un emarginato e più simile a un apripista. Sembra che il tempo sia dalla sua parte. Secondo Brandon Soderberg di Spin, «Old è XXX senza quella prima parte divertente, non è tradizionalmente piacevole e non dovrebbe esserlo, ma per Danny Brown [...] è il disco più audace che abbia mai fatto.»
John Twells della rivista britannica Fact dichiara che il rapper «con Old ha migliorato XXX [...] contrastando la tendenza rap e facendo vergognare troppe matricole al processo. Kendrick potrebbe non averlo nominato in Control, ma avrebbe dannatamente dovuto fatto.» Entusiastica anche la recensione di David Jeffries per Allmusic: «se XXX era l'esordio e il singolo Grown Up la svolta, questo è il capolavoro.» Mike Powell di Rolling Stone afferma: «il suo terzo LP [...] è Brown in guerra con sé stesso, orgoglioso del successo ma stanco della persona che ha richiesto. La produzione è intensa, scattante e abrasiva, sbiadendo il confine tra hip hop ed EDM - un suono tanto irresistibile quanto Brown come MC.»

### Riconoscimenti
Old è inserito in diverse classifiche dei migliori album del 2013, tra cui quelle di Rolling Stone (17°), Spin (12°), XXL (9°), Pitchfork (5°) e Complex (5°).

## Performance commerciale
Il disco debutta al diciassettesimo posto nella Billboard 200, vendendo 15 000 copie nella sua prima settimana.

## Tracce
1. Side A (Old) – 2:23 (testo: Daniel Sewell, Paul Williams White – musica: Paul White)
2. The Return (featuring Freddie Gibbs) – 3:10 (testo: Sewell, Fredrick Tipton, White, Filip Nikolic, André Benjamin, Antwan Patton, Patrick Brown, Giorgio Moroder, Raymon Murray, Rico Wade, Corey Woods – musica: White)
3. 25 Bucks (featuring Purity Ring) – 3:30 (testo: Sewell, Megan James, Corin Roddick – musica: Roddick)
4. Wonderbread – 1:58 (testo: Sewell, White – musica: White)
5. Gremlins – 2:05 (testo: Sewell, Michael Jackson – musica: Oh No)
6. Dope Fiend Rental (featuring Schoolboy Q) – 2:55 (testo: Sewell, Quincy Hanley, Skylar Tait, Walter Lee Morris, Al Goodman, Harry Milton Ray – musica: Skywlkr)
7. Torture – 3:46 (testo: Sewell, Jackson, Georgia Brown, H. De Bruyn, Gerd Frank – musica: Oh No)
8. Lonely – 2:19 (testo: Sewell, White, Morice Benin – musica: White)
9. Clean Up – 3:01 (testo: Sewell, White – musica: White)
10. Red 2 Go – 3:18 (testo: Sewell, Jackson, Keith Kabwe, Issac Mpofu – musica: Oh No)
11. Side B (Dope Song) – 2:36 (testo: Sewell, Russell Whyte – musica: Rustie)
12. Dubstep (featuring Scrufizzer) – 2:16 (testo: Sewell, Romani Lorenzo, Tait – musica: Skywlkr)
13. Dip – 3:31 (testo: Sewell, Tait, Eric Timmons, Shawn Carter, Kanye West, Mike Dean, Reverend W.A. Donaldson, Chauncey Hollis – musica: Skywlkr)
14. Smokin & Drinkin – 2:53 (testo: Sewell, Alain Macklovitch, Jeremy Coleman – musica: A-Trak, JMIKE)
15. Break It (Go) – 3:12 (testo: Sewell, Whyte – musica: Rustie)
16. Handstand – 2:55 (testo: Sewell, Jeremiah Nteh – musica: Darq E Freaker)
17. Way Up Here (featuring Ab-Soul) – 2:36 (testo: Sewell, Herbert Stevens, Whyte – musica: Rustie)
18. Kush Coma (featuring ASAP Rocky and Zelooperz) – 4:41 (testo: Sewell, Rakim Meyers, Walter Williams, Tait – musica: Skywlkr)
19. Float On (featuring Charli XCX) – 3:31 (testo: Sewell, Charlotte Aitchison, Adam Feeney, Matthew Tavares, Chester Hansen, Alexander Sowinski – musica: Frank Dukes, BadBadNotGood)

Durata totale: 56:36

## Classifiche
| Classifica (2013)         | Posizione massima |
| ------------------------- | ----------------- |
| UK R&B                    | 17                |
| Stati Uniti               | 18                |
| US Digital Albums         | 14                |
| US Heatseekers Albums     | 33                |
| US Independent Albums     | 5                 |
| US Tastemaker Albums      | 10                |
| US Top Rap Albums         | 3                 |
| US Top R&B/Hip-Hop Albums | 4                 |